# Tomás Díaz Grassano
Tomás Díaz Grassano (24 aprile 1997) è un calciatore argentino, attaccante dell'Anzoátegui.

## Carriera
Il 26 gennaio 2020 viene acquistato a titolo definitivo dalla squadra rumena del Sepsi.

## Statistiche

### Presenze e reti nei club
Statistiche aggiornate al 22 febbraio 2022.
| Stagione        | Squadra            | Campionato      | Campionato | Campionato | Coppe nazionali | Coppe nazionali | Coppe nazionali | Coppe continentali | Coppe continentali | Coppe continentali | Altre coppe | Altre coppe | Altre coppe | Totale | Totale |
| Stagione        | Squadra            | Comp            | Pres       | Reti       | Comp            | Pres            | Reti            | Comp               | Pres               | Reti               | Comp        | Pres        | Reti        | Pres   | Reti   |
| --------------- | ------------------ | --------------- | ---------- | ---------- | --------------- | --------------- | --------------- | ------------------ | ------------------ | ------------------ | ----------- | ----------- | ----------- | ------ | ------ |
| 2018-2019       | Barracas Central   | PBM             | 11         | 1          |                 | -               | -               |                    | -                  | -                  |             | -           | -           | 11     | 1      |
| gen.-giu. 2020  | Sepsi              | L1              | 11         | 0          | CR              | 3               | 0               |                    | -                  | -                  |             | -           | -           | 14     | 0      |
| 2020-2021       | Chindia Târgoviște | L1              | 14         | 0          | CR              | 2               | 1               |                    | -                  | -                  |             | -           | -           | 16     | 1      |
| 2021            | Talleres (RdE)     | PBM             | 12         | 1          |                 | -               | -               |                    | -                  | -                  |             | -           | -           | 12     | 1      |
| Totale carriera | Totale carriera    | Totale carriera | 48         | 2          |                 | 5               | 1               |                    | -                  | -                  |             | -           | -           | 53     | 3      |

## Palmarès

### Club

#### Competizioni nazionali
- Primera B Metropolitana: 1

Barracas Central: 2018-2019